# Fjällbackamorden: Vänner för livet
Fjällbackamorden: Vänner för livet är en svensk deckare från 2013. Filmen släpptes på dvd den 4 december 2013 och är den femte filmen i filmserien Fjällbackamorden.

## Rollista
- Claudia Galli - Erica Falck
- Richard Ulfsäter - Patrik Hedström
- Eva Fritjofson - Kristina
- Pamela Cortes Bruna - Paula
- Lennart Jähkel - Mellberg
- Ann Westin - Annika
- Ellen Stenman Göransson - Maja
- Simon Brodén - Anton
- Lukas Brodén - Noel
- Måns Nathanaelson - Anders
- Fredrik Hallgren - Ulf
- Meliz Karlge - Katja
- Lisa Linnertorp - Marianne
- Marie Robertson - Tina
- Anders Nordahl - Ivan
- Sten Ljunggren - Rektor Thörnell
- Miran Kamala - Ivans kollega
- Mikael Brolin - Tinas exmake
- Tobias Aspelin - Hjalmarsson & Ung Hjalmarsson
- Petter Ljunggren - Ung Thörnell
- Petrus Havrell - Peter
- Felix Rehnquist - Ung Anders
- Lukas Berntsson - Ung Ivan
- Kimberly Akvidson - Ung Katja
- Astrid Westling - Ung Marianne
- Andreas Forsgren - Ung Ulf
- Gabriella Enocsson - Ung Erica
- Märta Jungerfelt - Ung Tina